# Солоновська сільська рада (Смоленський район)
Солоно́вська сільська рада (рос. Солоновский сельский совет) — сільське поселення у складі Смоленського району Алтайського краю Росії.
Адміністративний центр — село Солоновка.

## Населення
Населення — 1289 осіб (2019; 1525 в 2010, 1816 у 2002).

## Склад
До складу сільської ради входять:
| Населений пункт         | Населення, осіб (2002) | Населення, осіб (2010) |
| ----------------------- | ---------------------- | ---------------------- |
| Красний Городок, селище | 280                    | 214                    |
| Солоновка, село         | 1536                   | 1311                   |